# طيف السلام (مسلسل)
طيف السلام مسلسل كويتي، من إخراج حسين المفيدي، وتأليف شاكر المعتوق.

## الممثلون
شارك في المسلسل عددًا من الفنانين، منهم:
- علي المفيدي.
- جاسم النبهان.
- عبد الرحمن العقل.
- إبراهيم الحربي.
- أنوار أحمد.
- عبد الناصر الزاير.
- أحلام حسن.
- كاظم القلاف.